# Wietstock (Altwigshagen)
Wietstock è una frazione del comune di Altwigshagen, nel Meclemburgo-Pomerania Anteriore, in Germania.

## Storia
Fino al 1º gennaio 2011 costituiva un comune autonomo dell'Amt Anklam-Land, nel circondario della Pomerania Anteriore Orientale.